# Franz Hohmann Porzellanfabrik
Die Franz Hohmann Porzellanfabrik war ein Porzellan herstellendes Unternehmen in Oberhausen.

## Geschichte
Die „Eintracht“, Gesellschaft für feuerfeste Producte, firmierte 1857 als Commandit-Gesellschaft AG, Ch. Bousse u. Co.
Am 2. März 1864 sollte die Fabrik für feuerfeste Steine („Eintracht“) in Oberhausen zu Ruhrort öffentlich verkauft werden.
1866 kauften die Brüder Franz (* 1816 in Düsseldorf) und Joseph Hohmann (* 1821 in Düsseldorf) die Fabrik. Die Fabrik lag sehr günstig ca. 200 m vom Oberhausener Bahnhof entfernt, direkt hinter dem Concordia Schacht I. Die Straße dorthin hieß lt. Stadtplan 1893, Marienstraße, heute Concordiastraße.  So konnte man schnell die hergestellten Produkte verschicken. Das Unternehmen nahm 1868 als Oberhausener Porzellanfabrik die Produktion von Porzellan auf. 1882 gründete Joseph Hohmann in Düsseldorf-Derendorf die Joseph Hohmann Porzellanfabrik. 1883 beschäftigte die Oberhausener Porzellanfabrik Gebr. Hohmann 240 Mitarbeiter. Am 22. September 1888 fand in der Porzellanfabrik eine Betriebsbesichtigung des Verein Deutscher Ingenieure statt. Um 1890 wurden bereits 350 Arbeiter beschäftigt. 1893 war F. Luckas Geschäftsführer und die Oberhausener Porzellanfabrik Franz Hohmann beschäftigte 330 Arbeiter. 1900 erfolgte der Verkauf der Ware durch die Porzellan-, Steingut-, Glas- und Kristallhandlung Anton Franz Hohmann in der Düsseldorfer Altstadt, Flinger Straße 20.
 Die Fabrik war Mitglied des Verbandes keramischer Gewerke und wurde 1900 als Mitglied der Vereinigung Deutscher Porzellanfabriken (VDP) aufgeführt. 1906 firmierte das Unternehmen als Franz Hohmann Oberhausener Porzellanfabrik GmbH. Am 27. Januar 1909 war sie noch Mitglied in der VDP. Durch Beschluss der Gesellschafterversammlung vom 18. März 1909 wurde die Firma aufgelöst.

## Produkte
Die Franz Hohmann Porzellanfabrik stellte weiße und dekorierte Gebrauchsgeschirre aller Art her. Verkauft wurden die Waren im Inland und Übersee, mit Ausnahme von Nordamerika. „Vorherrschend ist hier eine Verzierungsart durch blaue Ornamente“, lt. Betriebsbesichtigung 1888.

## Fabrikmarke
- Pressmarke: VDP-Monogramm im Kreis mit der Zahl 14 darunter (lt. Adressbuch der Keram-Industrie 1910).
- Blaue Monogrammmarke: H mit zwei waagerechten Verbindungsstrichen und darunter noch ein kurzer Strich, wobei der erste senkrechte Strich des H unten länger ist (FH).